# 维尔汉姆·奥尔伯斯·福克
维尔汉姆·奥尔伯斯·福克（常简称为W·O·福克，W. O. Focke，1834年4月5日—1922年9月29日）是一位德国医生和植物学家，专攻植物配種，1881年出版《植物杂交》（Die Pflanzen-Mischlinge, Ein Beitrag zur Biologie der Gewächse ）一书，曾多次提起孟德爾的豌豆杂交实验。